# Sur la piste des cistes
Pour les articles homonymes, voir Ciste (homonymie).
Sur la piste des cistes est un jeu créé par Max Valentin en septembre 2002, basé sur le principe de la chasse au trésor.
Le jeu consiste à cacher des boîtes dans la nature, de préférence dans des lieux présentant un certain intérêt (historique, paysage, curiosité, monument, etc.). Ces boîtes peuvent être retrouvées grâce à une énigme rédigée par le joueur qui a caché la boîte.
C'est une chasse au trésor utilisant internet mais qui n'utilise pas de récepteur GPS.

## Historique

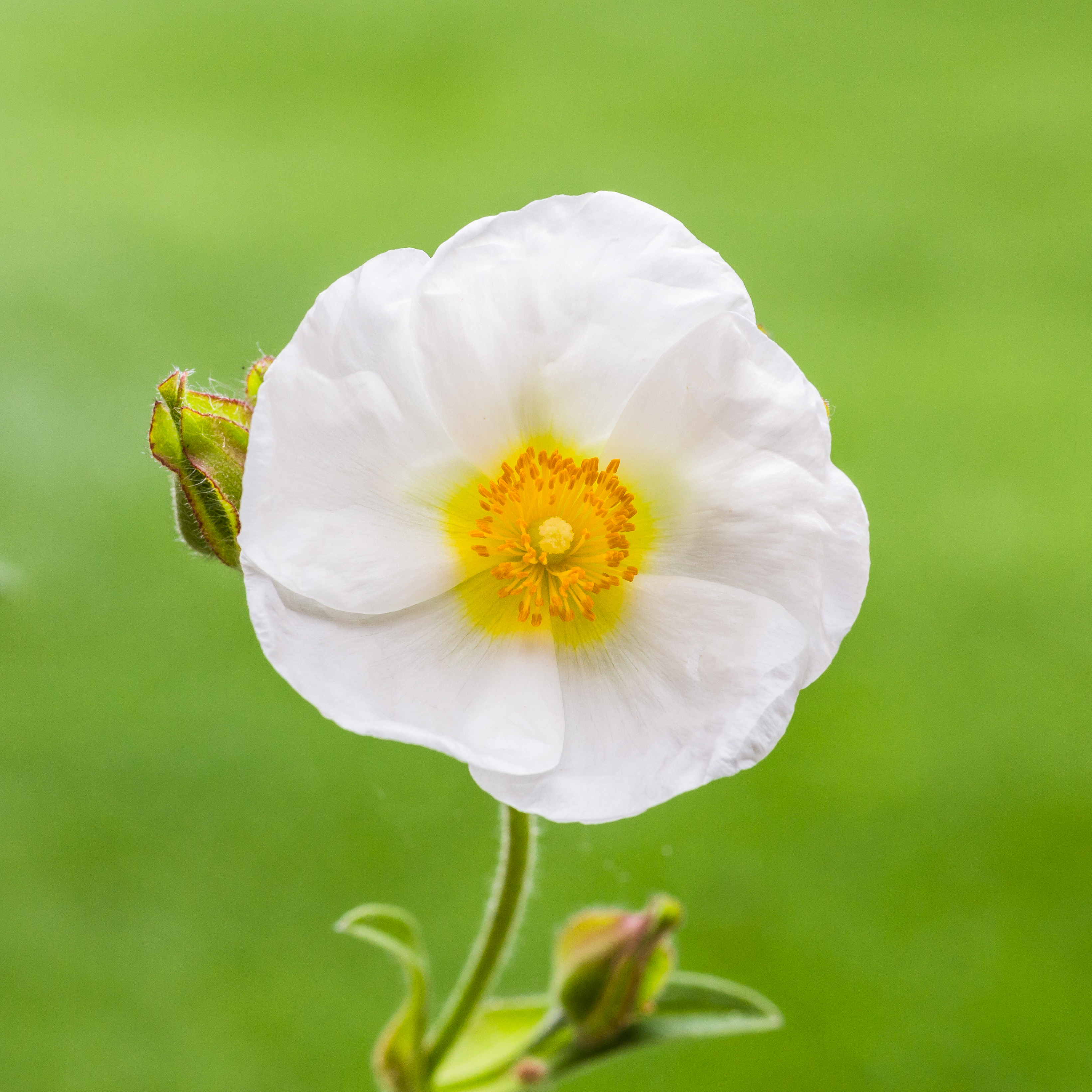
Fleur d'un Ciste, l'arbrisseau ayant aussi inspiré le nom du jeu.

En 2001, Max Valentin (connu pour être le créateur de la Chouette d'or) décide de créer une version plus accessible et grand public de la recherche de trésors,.
Il décide alors d'ouvrir un site Internet, sur lequel il propose aux internautes de cacher une petite boîte dans un espace accessible à tous et de publier une énigme permettant de la retrouver. En référence aux corbeilles d'offrandes de l'antiquité grecque, il donne le nom de cistes à ces boîtes, ce nom renvoyant aussi aux plantes à fleurs européennes du même nom (espèces du genre Cistus). Le site consacré à ce jeu, Cistes.net est créé en septembre 2002. En 2009, il atteint la barre des 100 000 adhérents, ils sont 130 000 en 2013.
En septembre 2013, plus de 100 000 cistes y étaient répertoriées, dont plus de 95 000 en France métropolitaine. En 2025, environ 183 000 cistes sont en jeu dans le monde, dont 180 000 en Europe et 163 000 en France métropolitaine.

## Principe

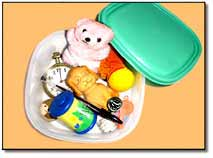
Exemple de ciste.

Le cacheur de ciste commence par mettre dans une boîte plusieurs petits objets (généralement de faible valeur marchande). Ensuite, il choisit un endroit où la cacher, puis rédige une énigme permettant de localiser le lieu où est dissimulée sa boîte. Enfin, il encourage les gens à chercher cette ciste, en diffusant son énigme sur le site officiel du jeu. 
Le chercheur (appelé « cisteur ») doit donc trouver la solution de l’énigme, puis se rendre sur place afin de la trouver. Là, il échange un objet pris dans la ciste par un autre qu'il a apporté avec lui. Sur le papier trouvé dans la ciste, il laisse aussi un petit mot d'appréciation destiné au cacheur. Puis il remet la ciste en place, au bénéfice du chercheur suivant. Enfin, il enregistre son échange sur le site. 
Le jeu s'est d'abord surtout développé en France et dans des pays francophones, mais une communauté hors-frontières s'est ensuite créée, voyant naître des « boîtes » sur différents continents. Ainsi, de leur principe, les cistes ne sont pas obligées d'être suivies et entretenues par les cacheurs, autorisant quiconque à cacher. Cependant, une lente évolution dans ce sens semble améliorer la qualité du jeu.
De plus, aucune limite minimum entre deux boîtes n'est imposée, résultant de plusieurs boîtes au même endroit.
Ce jeu de pistes est aussi connu et apprécié pour sa capacité à faire découvrir la France, ses régions et des lieux atypiques d'autres pays où ces cistes se développent,. Une finalité de ce jeu de pistes et chasse aux trésors est ainsi de faire découvrir des éléments étonnants du patrimoine local et des endroits qu'on aime bien, qu'il s'agisse de beaux points de vue, de chapelles, de monuments naturels ou autres,.